# Ліонський соус
Ліо́нський со́ус (фр. Sauce lyonnaise) — соус французької кухні, приготований з вина, олії, оцту та цибулі. Саме присутність останньої дало йому назву «ліонський», оскільки Ліон славиться стравами з цибулі, і назва a la lyonnaise означає, що в страві є цибуля.
Соус використовується при запіканні, до м'ясного асорті або овочів.

## Історія
Вважається, що ліонський соус був винайдений  Філіпом де Морне (1549—1623) в 1600-х роках. Йому також приписують винахід соусу Морне, соусу бешамель, мисливського соусу та соусу Порто.

## Приготування
Цибулю обсмажують в олії. Додають оцет та сухе біле вино, дають трохи покипіти. У цю основу потім можна додати бульйон і томатну пасту, сіль та перець. Відомі французькі кухарі Урбен Дюбуа та Еміль Бернар у своїй книзі під назвою La Cuisine Classique пропонують також використовувати солодке вино сотерн, щоб приготувати цей соус. У нього ще додають цукор, часник, петрушку та яєчні жовтки.